# Dialogante-con-lo-Spirito
Mukwoorʉ o Mukewarrah (in comanche mukua [=spirito], Spirit Talker, traducibile in italiano come [Uomo] Dialogante-con-lo-Spirito; Altopiano di Edwards, 1770 circa – San Antonio, 19 marzo 1840) è stato un condottiero nativo americano, capo di pace e uomo della medicina Penateka Comanche.

## Comanche e Messicani
Nel 1818, i Penateka, agli ordini di Piccolo Orso (Paruakevitsi, frequentemente storpiato in "Barbaquista") e di [Uomo] Dialogante-con-lo-Spirito (Mukwoorʉ), all’epoca principali capi di guerra, assalirono ripetutamente la zona di San Antonio, attaccando con particolare veemenza San Francisco de la Espada: gli attacchi furono faticosamente respinti, ma i Comanche, che non avevano subito perdite, si impossessarono di decine di cavalli e di alcuni bambini, mentre il piccolo presidio di San Marcos subì un'autentica emorragia di diserzioni. Nel giugno dello stesso anno, secondo i rapporti di un ufficiale statunitense, gli Indiani, forse istigati da agenti spagnoli, avrebbero convocato un grande concilio delle nazioni a Grand Saline, col presunto scopo di organizzare una guerra generale contro gli "Americani".
Capo importante fra i Penateka Comanche fin dall’inizio del decennio 1820’, Mukwoorʉ partecipò in prima linea ai più importanti eventi del ventennio successivo.
Raggiunta l’indipendenza del Messico, nel gennaio 1822 il nuovo agente indiano nel Texas, Francisco Ruiz, invitò a Ciudad Mexico Paruakevitsi, Guonique, Mukwoorʉ e altri capi, i quali furono poi accompagnati alla capitale messicana, dove firmarono un trattato il 10/1/1823, scambiando col Governo messicano promesse di pace eterna e perpetua amicizia, impegnandosi i capi Comanche a tenere a freno i propri guerrieri (impresa evidentemente impossibile) e i Messicani a lasciare ai Comanche i prigionieri in loro possesso e a stabilire posti commerciali sulla frontiera texana. Dopo le spedizioni statunitensi Long / Bell / James e Glenn / Fowler, i Comanche non ebbero, per un decennio, rapporti ulteriori con gli Anglo-Americani, e solo nel 1825 una spedizione commerciale statunitense visitò un accampamento sul Clear Fork del Brazos River. Nel 1823-1829, benché i posti commerciali promessi non fossero stati realizzati, i Comanche, sotto la guida di Paruakevitsi (assurto al rango di principale capo di pace dei Penateka), Rayuna, Incoroy, Pitsinampa (Mocassino Consunto, detto Tuerto, Guercio), Eka-pahquit (Chimal Colorado, Scudo Rosso) (capi importanti delle bande Penateka e Nokoni), e in particolare Mukwoorʉ o Mukewarrah ([Uomo] Dialogante-con-lo-Spirito), Pahayoko o Pahayuca (Uomo Dedito-all’Amore), Mupitsukupʉ o Mopechucope (Vecchio Gufo) (assurti al rango di principali capi di guerra), si astennero, in generale, da iniziative di guerra, pur auspicate da Keyuna o Inqueroy-queyume (Tacchino) (il quale condusse scorrerie contro gli insediamenti del Texas nel 1825), temperando con il rispetto per gli anziani anche i bollenti spiriti dei giovani guerrieri emergenti Pocheha-quehip o Potsʉnakwahipʉ (Gobba-di-Bisonte) e Isaviah (Lupo Giallo), entrambi nipoti collaterali di Mukwoorʉ, o Santa Anna.

## Indipendenza texana, massacro di San Antonio e guerra col Texas
Nel 1837, falliti i tentativi texani di ottenere l'alleanza dei Comanche contro i Messicani durante la Guerra per l'Indipendenza, fu inviato a trattare coi Penateka, Nokoni e Kotsoteka Comanche Bowles, capo dei Cherokee emigrati nel Texas, il quale fu accolto amichevolmente da Vecchio Gufo (ormai capo principale) e da altri capi Penateka (verosimilmente Pahayoko Uomo Dedito-all'Amore, Mukwoorʉ, Incoroy), ma trovò un clima molto diverso incontrando Tawaquenah Grande Aquila (con Isa-conee Lupo Vagabondo, Sequi-totori Schizzatore-di-Fango, Poywehnehparai Grasso-di-Fetta-di-Bisonte, Quenahshano Aquila-di-Guerra) e i capi Nokoni (verosimilmente Huupi-pahati Albero Alto e Quenah-evah Bevanda-dell'Aquila e forse altri) e Kotsoteka (tra i quali, verosimilmente, Wulea-boo Testa Rasata e, forse - qualora, come da taluno asserito, appartenente a tale divisione Comanche o ad essa frequentemente associato -, Pohebits-quasho Casacca-di-Ferro ), e, forse, non raggiunse gli Yamparika (tra i quali Parra-wasamen Dieci Orsi , probabilmente già fautore del mantenimento di buoni rapporti con i "nuovi vicini" statunitensi); poi il Presidente del Texas, David G. Burnet, inviò presso di loro un emissario, allo scopo di stipulare un trattato che i Comanche rifiutarono; il successivo Presidente del Texas, Sam Houston, tentò di migliorare i rapporti coi Comanche, ma il Congresso preferì emanare leggi per la "protezione della frontiera", raccomandando lo sterminio dei Comanche; nel 1837 anche il vaiolo raggiunse nuovamente i Comanche, imponendo il suo grave prezzo. Nel 1838 i Comanche si scontrarono in varie occasioni contro contingenti Lipan Apache, generalmente associati a forze texane: guerrieri Lipan combatterono lungo il Rio Grande e assalirono villaggi Comanche. 
Nel maggio 1838, insieme ai capi di pace Pahayoko (Pahayuca), Mupitsukupʉ (Mopechucope) e al capo di guerra Poche-ha-quehip (Potsʉnakwahipʉ), si recò a Houston per incontrare il Presidente Houston e firmare con lui un trattato di pace col Texas, mentre il comando dei guerrieri era affidato a Isaviah e Santa Anna. Subentrato Mirabeau Lamar a Houston come Presidente della Repubblica Texana nel dicembre 1838, e completamente rivoltata la politica di accordi con le nazioni indiane perseguite dal suo predecessore, nonostante il trattato, nel febbraio 1839 il villaggio di Mukwoorʉ sulla riva del San Saba River fu assalito da un reparto di Texas Rangers rinforzato da “ausiliarii” Tonkawa e Lipan, agli ordini del col. John H. Moore, e le vittime dell’aggressione furono soprattutto donne e bambini.
Proprio Mukwoorʉ fu scelto per guidare la delegazione Penateka Comanche costituita per trattare nuovamente la pace coi Texani a San Antonio nel 1840. Nel gennaio 1840, infatti, i Comanche proposero ai Texani nuove trattative e, il 19/3/1840, una delegazione composta da 65 Penateka Comanche (compresi una dozzina di capi di varie bande e diverse donne), guidata da Mukwoorʉ e da Kwihnai (Aquila), si presentò a San Antonio, conducendo una prigioniera bianca, Matilda Lockhart: secondo le istruzioni impartite dal Presidente Lamar alla delegazione (guidata dal f. f. Segretario di Stato per la Guerra, William Cooke), il gen. Hugh D. McLeod, comandante militare, aveva però predisposto una trappola  con tre compagnie di fanteria al comando del col. William Fisher e, quando i capi Comanche rifiutarono di restituire altri 12 prigionieri, non in loro possesso, tentò di farli arrestare da una compagnia di soldati all'interno della Council House; durante lo scontro derivatone 35 Comanche (fra i quali tutti i capi, tre donne e due bambini) furono uccisi, e 29 catturati, mentre la vedova di Mukwoorʉ fu rinviata ai Comanche per informarli che i loro consanguinei sarebbero stati uccisi se i prigionieri bianchi non fossero stati restituiti; nel furioso combattimento, benché i Comanche all'interno dell'edificio fossero praticamente disarmati, tranne che per i loro coltelli, i Texani persero sette uomini  (Council House Fight).
La reazione dei Comanche non si fece attendere: Isimanica si presentò davanti a San Antonio con 300 guerrieri, sfidando la milizia attestata nella missione di San Josè, ma i Texani rifiutarono il combattimento, poi Piava, un capo minore, condusse a San Antonio tre prigionieri bianchi, consegnandoli; secondo alcune versioni, gli altri prigionieri bianchi furono messi a morte dai Comanche. Pahayuca e Mopechucope divennero i principali capi civili dei Penateka, e Pocheha-quehip ovvero Potsʉnakwahipʉ (Gobba-di-Bisonte) divenne il principale capo militare, col cugino Isaviah (Lupo Giallo) e con Santa Anna come secondi.